# Homidiana gueneei
Homidiana gueneei är en fjärilsart som beskrevs av Druce 1891. Homidiana gueneei ingår i släktet Homidiana och familjen Sematuridae. Inga underarter finns listade i Catalogue of Life.